# Meloimorpha japonicus
Meloimorpha japonicus, також відомий як Сузумуші (яп. 鈴虫, досл. «комаха дзвоник, дзвониковий цвіркун») — вид цвіркунів, родом з Азії. Один з 4 видів роду. В Японії особливо відомий своєю дзвінкою піснею, де їх часто утримують як домашніх тварин.

## Спосіб життя
Самці видають голосні сигнали за допомогою тертя надкрил. У пісні розрізняють сигнал заклику, який може тривати впродовж десятків хвилин, та сигнал залицяння, який самець продукує в присутності самиці. Самці збільшують тривалість сюрчання від перших днів після линяння до середини свого життя. У другій половині життя дорослого самця тривалість пісні корелює з розміром та масою тіла особини.
У неволі цвіркуни живляться відходами при чистці фруктів та овочів. Яйця відкладають у грунт. За рік розвивається 2 покоління.

## Ареал і підвиди
Поширений у Східній і Південно-Східній Азії: в Японії, Китаї, В'єтнамі. У Японії зустрічається номінативний підвид. Інший підвид Meloimorpha japonica yunnanensis (Yin, 1998) описаний з південно-східного Китаю, також виявлений на півдні В'єтнаму.

## У культурі
M. japonicus — це осіннє кіго, яке використовується в хайку. «Сузумуші» — це також назва розділу 38 «Повісті про Ґендзі», автор Мурасакі Сікібу. З невідомих причин, це єдиний розділ, що було пропущено в перекладі Артуром Валі.
Сузумуші утримує як домашніх улюбленців Кіеко Сада — головний герой роману «Стара столиця», Кавабати Ясунарі. Цвіркун згадується в творі декілька разів.
Цей вид був дуже популярним для утримання в неволі як домашньої тварини. Через легкість розведення вдома та приємний звук, що видається самцями, їх тримали багато японців. Ціна на цих цвіркунів коливалася від 2,5 до 20 сен у 1886-1941 роках і була трохи нижчою за інші види цвіркунів. Ціна за комаху в зоомагазинах Японії станом на 2016 рік складала 160-250 єн.